# Nuno Tristão Futebol Clube
El Nuno Tristão FC es un equipo de fútbol de Guinea-Bissau que milita en el Campeonato Nacional de Guinea-Bisáu, el torneo de fútbol más importante del país.

## Historia
Fue fundado en el año 1948 en la ciudad de Bula, pero en el año 1974 cambiaron su nombre al de Bula FC, y bajo ese nombre ganaron la Taça Nacional de Guinea-Bissau en la temporada de 1979, año en el que se canceló la liga por un conflicto entre el gobierno con la federación de fútbol.
Posteriormente en el año 2007 retornaron a la denominación actual, obteniendo el título de liga en la temporada 2014, convirtiéndose en el segundo equipo no perteneciente a la capital Bissau en conseguir dicho logro.
A nivel internacional han participado en un torneo continental, en la Recopa Africana 1980, en la cual fueron eliminados en la primera ronda por el Casa Sport de Senegal.

## Palmarés
- Campeonato Nacional de Guinea-Bisáu: 1

2014
- Taça Nacional de Guinea-Bissau: 1

1979
- Supercopa Nacional de Guinea-Bussau: 1

2014

## Participación en competiciones de la CAF
| Temporada | Torneo          | Ronda | Club       | Casa | Visita | Global |
| --------- | --------------- | ----- | ---------- | ---- | ------ | ------ |
| 1980      | Recopa Africana | 1     | Casa Sport | 0-1  | 1-5    | 1-6    |